# Nemotelus albitarsis
Nemotelus albitarsis är en tvåvingeart som beskrevs av Lindner 1965. Nemotelus albitarsis ingår i släktet Nemotelus och familjen vapenflugor. Inga underarter finns listade i Catalogue of Life.